# 托烷司琼
托烷司琼是一种有机化合物，化学式为C17H20N2O2，属于血清素5-HT3受体拮抗剂，可作为治疗恶心呕吐的止吐劑。